# Ninh Mỹ
Ninh Mỹ là một phường thuộc thành phố Hoa Lư, tỉnh Ninh Bình, Việt Nam.

## Địa lý
Phường Ninh Mỹ nằm ở trung tâm thành phố Hoa Lư, có vị trí địa lý:
- Phía đông giáp xã Ninh Khang
- Phía tây giáp xã Ninh Hòa
- Phía nam giáp phường Ninh Khánh và xã Ninh Nhất
- Phía bắc giáp phường Ninh Giang.

Phường Ninh Mỹ có diện tích 6,25 km², dân số năm 2023 là 12.144 người, mật độ dân số đạt 1.943 người/km².

## Hành chính
Phường Ninh Mỹ được chia thành 15 tổ dân phố: Cầu Huyện, Đông Đình, Đông Nam, Mỹ Lộ, Nam Chiêm, Nhân Lý, Quan Đồng, Tân Mỹ, Tây Bắc, Tây Đình, Tây Nam, Thạch Quy, Thạch Tác, Thiên Sơn, Vinh Viên.

## Lịch sử
Ngày 27 tháng 12 năm 1975, Quốc hội ban hành Nghị quyết về việc thành lập tỉnh Hà Nam Ninh trên cơ sở tỉnh Ninh Bình và tỉnh Nam Hà. Khi đó, xã Ninh Mỹ thuộc huyện Gia Khánh, tỉnh Hà Nam Ninh.
Ngày 27 tháng 4 năm 1977, Hội đồng Chính phủ ban hành Quyết định số 125-CP về việc thành lập huyện Hoa Lư trên cơ sở hợp nhất huyện Gia Khánh và thị xã Ninh Bình. Khi đó, xã Ninh Mỹ thuộc huyện Hoa Lư mới thành lập.
Ngày 26 tháng 12 năm 1991, Quốc hội ban hành Nghị quyết về việc chia tỉnh Hà Nam Ninh thành tỉnh Nam Hà và tỉnh Ninh Bình. Khi đó, xã Ninh Mỹ thuộc huyện Hoa Lư, tỉnh Ninh Bình.
Tên của thị trấn Thiên Tôn được đặt theo tên của thần Thiên Tôn, là một vị thần theo truyền thuyết có nguồn gốc xuất xứ ở vùng đất kinh đô Hoa Lư, trấn trạch phía đông Hoa Lư tứ trấn, hiện thần vẫn được thờ ở động Thiên Tôn và đền Hàng Tổng ở thị trấn.
Ngày 31 tháng 10 năm 2003, Chính phủ ban hành Nghị định số Nghị định số 126/2003/NĐ-CP về việc thành lập thị trấn Thiên Tôn – thị trấn huyện lỵ của huyện Hoa Lư trên cơ sở 200 ha diện tích tự nhiên và 3.621 người của xã Ninh Mỹ; 13,33 ha diện tích tự nhiên và 729 người của xã Ninh Khang và 2,59 ha diện tích tự nhiên của xã Ninh Giang.
Sau khi điều chỉnh địa giới hành chính:
- Thị trấn Thiên Tôn có 215,92 ha diện tích tự nhiên và 4.350 người.
- Xã Ninh Mỹ còn lại 414,41 ha diện tích tự nhiên và 5.397 nhân khẩu.

Tính đến ngày 31 tháng 12 năm 2023, thị trấn Thiên Tôn có diện tích 2,19 km², dân số là 4.817 người, mật độ dân số đạt 2.199 người/km² và có 6 tổ dân phố: Cầu Huyện, Đông Nam, Mỹ Lộ, Tây Bắc, Tây Nam, Thiên Sơn. Xã Ninh Mỹ có diện tích 4,06 km², dân số là 7.327 người, mật độ dân số đạt 1.804 người/km² và có 9 thôn: Đông Đình, Nam Chiêm, Nhân Lý, Quan Đồng, Tân Mỹ, Tây Đình, Thạch Quy, Thạch Tác, Vinh Viên.
Ngày 10 tháng 12 năm 2024, Ủy ban Thường vụ Quốc hội ban hành Nghị quyết số 1318/NQ-UBTVQH15 về việc sắp xếp đơn vị hành chính cấp huyện, cấp xã của tỉnh Ninh Bình giai đoạn 2023 – 2025 (nghị quyết có hiệu lực từ ngày 1 tháng 1 năm 2025). Theo đó:
- Thành lập thành phố Hoa Lư thuộc tỉnh Ninh Bình trên cơ sở thành phố Ninh Bình và huyện Hoa Lư.
- Thành lập phường Ninh Mỹ thuộc thành phố Hoa Lư trên cơ sở toàn bộ 2,19 km² diện tích tự nhiên, quy mô dân số là 4.817 người của thị trấn Thiên Tôn và toàn bộ 4,06 km² diện tích tự nhiên, quy mô dân số là 7.327 người của xã Ninh Mỹ.

Phường Ninh Mỹ có 6,25 km² diện tích tự nhiên và quy mô dân số là 12.144 người.

## Kinh tế
Ninh Mỹ được công nhận Anh hùng lực lượng vũ trang nhân dân ở Ninh Bình.
Chợ Ninh Mỹ nằm trên địa bàn tổ dân phố Tân Mỹ là chợ quê trên địa bàn thành phố Hoa Lư nằm trong danh sách các chợ loại 1, 2, 3 ở Ninh Bình từ năm 2008.

## Văn hóa
Các di tích đình Thượng, đền Hạ trên địa bàn xã Ninh Mỹ nằm trong cùng một quần thể du lịch động Thiên Tôn – Nhà thờ họ Trương Việt Nam – đình Thượng – đền Hạ – Chùa Nương Sơn hứa hẹn trở thành điểm đến hấp dẫn trên địa bàn huyện Hoa Lư.

### Vài nét về làng Đa Giá
Đa Giá là một ngôi làng cổ với nhiều dòng họ nổi tiếng, có lịch sử lâu đời (làng Môi Viên, tổng Đa Giá, phủ Tràng An trước đây). Làng nằm ở ngã ba Cầu Huyện cạnh Quốc lộ 1, án ngữ trên đường Tiến Yết (Quốc lộ 38B, đoạn phố Thiên Sơn – đường Đại Cồ Việt ngày nay) – con đường chính vào kinh đô Hoa Lư của Đại Cồ Việt xưa (thế kỷ thứ X, XI).
Từ Quốc lộ 1 có thể nhìn thấy đầu làng với cổng tam quan bề thế bên cạnh một ngọn núi thiêng có hình thanh gươm cắm xuống đất: núi Đá Gươm (một phần của núi Sẻ). Phía bắc làng là cổng lớn vào kinh thành Hoa Lư (cửa Đông) được làm bằng đá xanh nguyên khối ở ngã ba Cầu Huyện trung tâm thị trấn Thiên Tôn ngày nay. Trên cổng thành còn khắc nguyên đôi câu đối nổi tiếng như là tuyên ngôn mở đầu cho giai đoạn lớn mạnh và độc lập, tự chủ của đất nước: "Cồ Việt quốc đương Tống Khai Bảo"; "Hoa Lư đô thị Hán Trường An". Câu này có nghĩa là: "Nước Đại (Cồ) Việt sánh ngang với nước Tống đời Khai Bảo"; "Kinh đô Hoa Lư tương đương với kinh thành Trường An của nhà Hán".

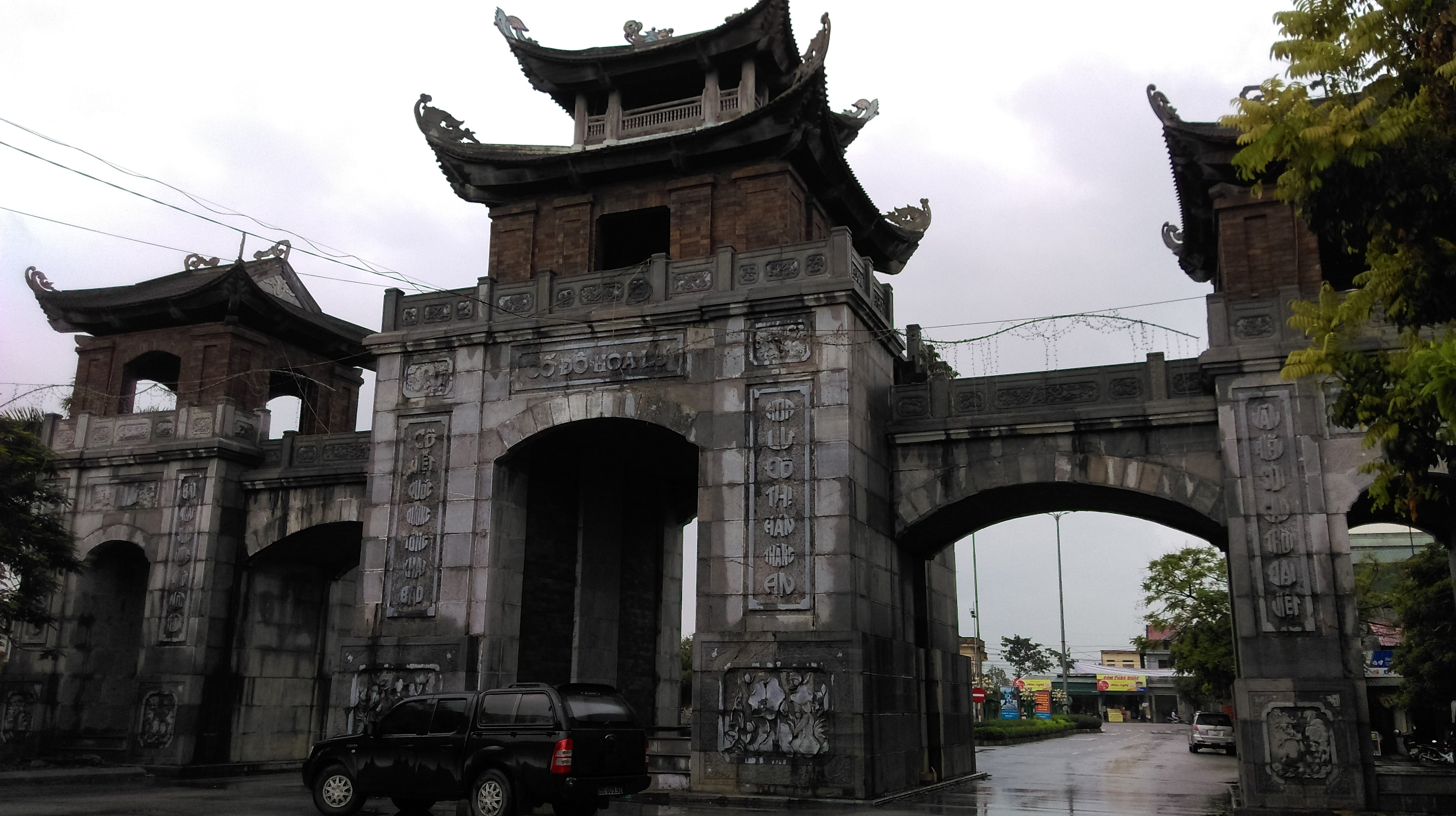
Cổng Đông Cố đô Hoa Lư

Theo truyền thuyết nổi tiếng của làng thì: "Ngày xửa ngày xưa, đất nước bị ngoại xâm, có một vị thiên tướng được Ngọc Hoàng cử xuống giúp vua và dân chúng dẹp giặc. Khi đất nước sạch bóng quân thù, vị tướng thắng trận cưỡi voi cùng đạo quân của mình trở về qua làng thì được nhà vua, bá quan văn võ và dân làng ra nghênh đón, mở tiệc chào mừng. Vị tướng cùng binh lính vui vẻ yến tiệc trong sự hân hoan chào đón của mọi người. Tàn tiệc ngài cởi bỏ mũ, giáp, buộc voi và cắm thanh gươm xuống đầu làng rồi nằm xuống đánh một giấc ngủ dài và sau đó thì thăng (hóa) về Trời. Sớm hôm sau, thật kỳ diệu các vật dụng mũ, giáp, gươm và voi chiến của ngài thậm chí là đống (đụn) lương thảo của quân sĩ để lại bỗng hóa thành các ngọn núi bao bọc quanh làng. Do hình dáng của các núi đó rất giống với voi chiến, vũ khí, áo giáp,... của ngài nên dân làng đã gọi theo là: núi Mũ, núi Sẻ (áo giáp), núi Gươm, núi Voi, núi Đụn,... đồng thời lập miếu thờ để tưởng nhớ vị tướng anh dũng"... Ngoài ý nghĩa tâm linh, giáo dục, về mặt phong thủy người dân của làng đều tin tưởng rằng vị trí các ngọn núi đó không chỉ tạo nên một thế đất an lành, tươi tốt mà còn có vai trò như các vị thần, như những bình phong bao bọc che chở cho làng.
Có thể nói đây là một trong số ít các ngôi làng truyền thống tiêu biểu cho đồng bằng Bắc bộ – nơi mà mật độ các công trình văn hóa bề thế (chùa Hà, chùa động Thiên Tôn, đền Hàng Tổng, đền núi Đụn, đình hoàng làng, miếu Nam, miếu Bắc, phủ, nhà thờ của các họ, cùng hàng loạt các di tích lịch sử khác,...) lại dày đặc và mang đậm nét của đất cố đô Hoa Lư đến thế.

### Dòng họ và truyền thống
Làng Đa Giá có nhiều dòng họ có truyền thống vẻ vang. Các cụ thủy tổ lập làng gồm các dòng họ Lê, Vũ, Đặng, Lã, Đinh, Bùi, Trương, Nguyễn,... Hầu hết các dòng họ lớn trong làng đều có nhà thờ họ rất trang nghiêm, cổ kính được xây dựng từ lâu đời và thường xuyên được chăm sóc tu bổ. Trong đó nhà thờ họ Lê Quan Sơn, Lê Tiêu Sơn ở trung tâm làng cổ; nhà thờ họ Lê Nam Sơn ở xóm Đông Nam,... là các nhà thờ cổ rất đẹp và còn lưu giữ được nhiều hiện vật cổ có giá trị liên quan đến lịch sử hình thành và phát triển của làng. Những ngày lễ hội, như ngày Tết, Thanh minh, mừng thọ, hội đền Hàng Tổng và các giỗ họ, bổ sung hoàn thiện gia phả, lịch sử làng,... được con cháu ghi nhớ và duy trì đều đặn như một nét văn hóa truyền thống.
Một số người con ưu tú của làng như: Liệt sĩ anh hùng lực lượng VTND Lê Xuân Phôi; Mẹ Việt Nam anh hùng Lã Thị Mỳ, Vũ Thị Lòng; Nguyên Trưởng ban Xây dựng vùng kinh tế mới tỉnh Hà Nam Ninh Lê Xuân Thu; Trung tướng Lê Ngọc San, Chủ nhiệm khoa Chiến lược, Học viện Quốc phòng; Trung tướng Lê Phúc Nguyên, nguyên Tổng biên tập Báo Quân đội Nhân dân; Thiếu tướng Vũ Cao Quân, nguyên Chỉ huy trưởng Bộ CHQS TP. Cần Thơ; Thẩm phán Lê Văn Bành, nguyên Chánh án Tòa án nhân dân tỉnh Hà Nam Ninh; Nhà giáo Lê Văn Toại, nguyên Giám đốc Sở Giáo dục và Đào tạo Ninh Bình; Tiến sĩ, Bác sĩ, thầy thuốc ưu tú Lê Quang Minh, Giám đốc Sở Y tế tỉnh Hà Nam; Giáo sư, tiến sĩ Lã Nhâm Thìn, nguyên Trưởng khoa Ngữ Văn, Đại học Sư phạm Hà Nội; Phó giáo sư, tiến sĩ Lê Xuân Giang, nguyên Hiệu trưởng Trường Đại học Hoa Lư; Thạc sĩ Lê Thị Hiên, Đại học Hàng hải; Tiến sĩ Nguyễn Văn Dũng, nguyên Tổng Biên tập Tạp chí Nghiên cứu Tôn giáo; Tiến sĩ Lê Thiện Đức, Đại học Kỹ thuật tổng hợp Dresden, Cộng hòa Liên bang Đức; Đạo diễn âm thanh, Nghệ sĩ ưu tú Lê Thống Hãng Phim truyện Việt Nam; Bác sĩ Lê Văn Tập, nguyên giám đốc Bệnh viện Đa khoa tỉnh Ninh Bình; Bác sĩ Lã Quang Nghị, Phó hiệu trưởng Trường Cao đẳng Y tế Ninh Bình; Nhà giáo, nhà nghiên cứu văn học - lịch sử Lã Đăng Bật; Doanh nhân Lã Hồng Sơn, Chủ tịch Hội đồng quản trị Công ty CP Hóa chất Hà Nội; Doanh nhân Lê Văn Quyết, Giám đốc Bưu chính-Viễn thông (VNPT) Quảng Ninh,...

### Thay đổi và phát triển
Cùng với quá trình phát triển của địa phương, năm 1991 huyện lỵ Hoa Lư (từ thị xã Ninh Bình trước đây) đã chuyển về đặt trọn trong địa giới của làng cổ Đa Giá (đến năm 2003 thì chính thức chuyển đổi thành thị trấn Thiên Tôn). Đánh dấu sự thay đổi về tên gọi hành chính của đất Đa Giá, trong công cuộc xây dựng lại, giáo sư, tiến sĩ Lã Nhâm Thìn đã khái quát trong đôi câu đối được chọn khắc lên cổng làng: "Đa Giá cựu hương truyền phúc lộc" "Thiên Tôn tân trấn khởi phồn vinh" với ý nghĩa: "Làng xưa Đa Giá truyền lại phúc lộc" để "Trấn mới Thiên Tôn khởi sắc phồn vinh". Trong tương lai gần từ nay đến 2030 theo quy hoạch đô thị Ninh Bình thì thị trấn Thiên Tôn và các xã còn lại của huyện Hoa Lư sẽ sớm được hợp nhất với thành phố Ninh Binh để thành lập thành phố Hoa Lư (đô thị loại I, trực thuộc trung ương).
Mong ước của các bậc tiền nhân lập làng thuở xưa như một lời sấm linh nghiệm về vai trò, vị trí đắc địa của làng nay đã trở thành hiện thực. Nhà thơ, tiến sĩ Trần Lâm Bình thể hiện trong đôi câu đối diễn đạt được ý nguyện mà tổ tiên muốn truyền lại cho hậu thế sau này: "Đa Giá tích điền đa phú quý" "Môi Viên khai địa vạn trường xuân". Tạm dịch: "Làng Đa Giá tích tụ lắm ruộng đất, nhiều phú quý"; "Chốn Môi Viên mở đất tạo sự nghiệp lớn vững bền".
Trải qua bao biến đổi của đất nước tên địa danh, đơn vị hành chính đã thay đổi. Đất và người làng Đa Giá cũng có những chuyển biến (diện tích bị cắt bớt, thu hẹp; một số người chuyển đi, một số mới đến tụ họp; các phong tục, lề thói, lễ nghi, hội hè ngày xưa,... của làng cũng ít nhiều đổi mới). Song tự sâu thẳm trong tâm trí của mọi người, làng cổ Môi Viên – Đa Giá cùng các giá trị về văn hóa, lịch sử và bề dày truyền thống dòng họ vẻ vang của bao lớp tổ tiên, cha ông gây dựng làng vẫn luôn được thế hệ con cháu bồi đắp, giữ gìn mãi trường tồn cùng mảnh đất Tràng An – Hoa Lư ngàn năm văn hiến.

### Động Thiên Tôn

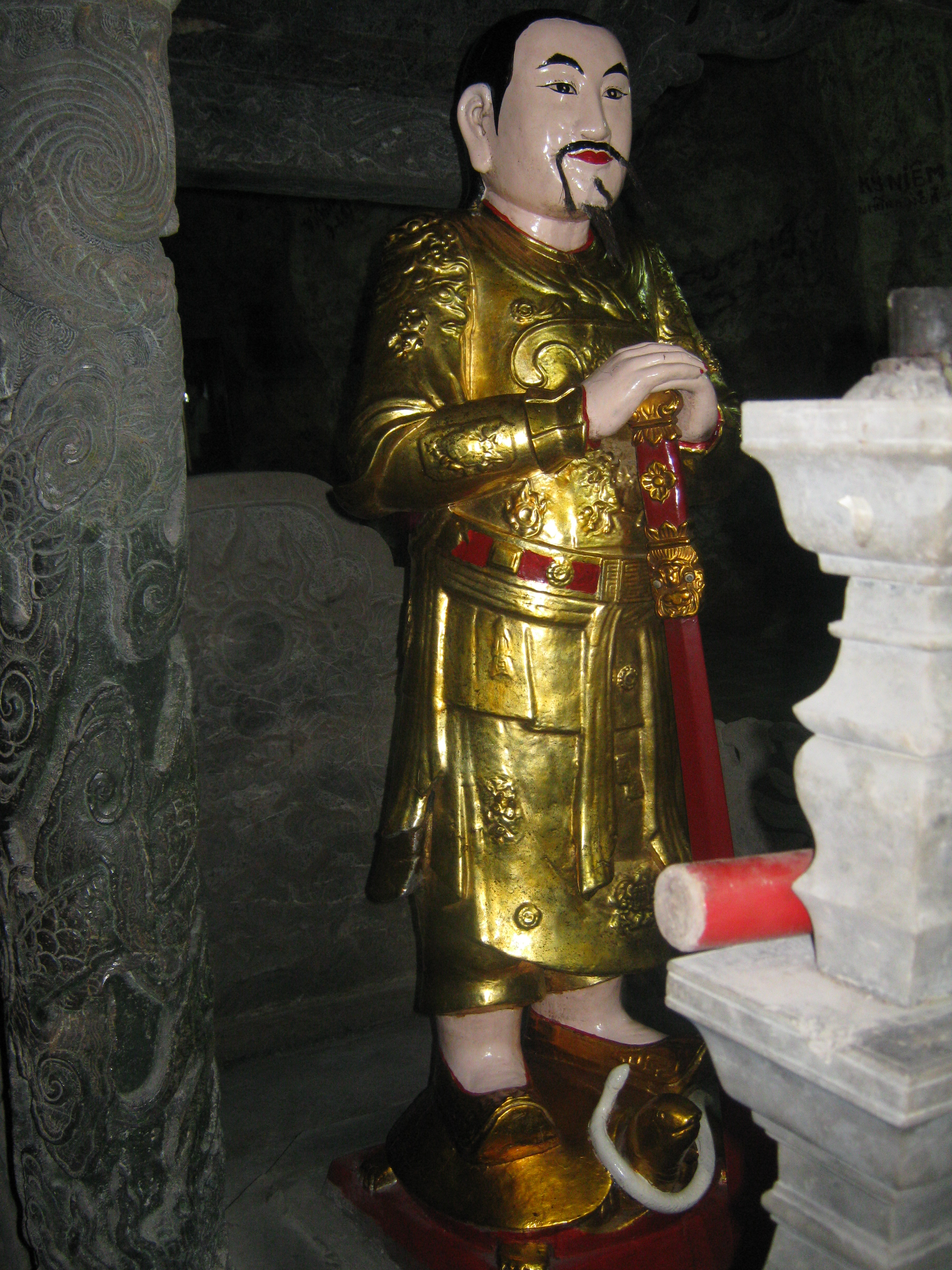
Thần Thiên Tôn, vị thần trấn đông Hoa Lư tứ trấn

Động Thiên Tôn là di tích lịch sử văn hóa thuộc khu di tích cố đô Hoa Lư. Động nằm ở thị trấn Thiên Tôn. Nếu như chùa Bái Đính thờ thần Cao Sơn trấn ngự ở cửa ngõ phía tây vào thành Tây, Tràng An thờ thần Quý Minh trấn ngự ở cửa ngõ phía Nam vào thành Nam thì động chùa Thiên Tôn là di tích thờ thần Thiên Tôn trấn ngự ở cửa ngõ phía đông vào thành Đông của khu di tích cố đô Hoa Lư. Các vị thần này đều canh giữ các cửa ngõ Hoa Lư tứ trấn theo quan niệm của người xưa.
Động nằm dưới chân núi Dũng Đương. Phần ngoài rộng khoảng 200 m², nền đẳng, trần cao, giữa có hương án khá đồ sộ. Bên trái là bệ thờ 18 vị La hán. Bên phải treo quả chuông lớn đúc thời Cảnh Hưng. Phía sau hương án là một hành lang ngắn ăn thông vào một hang nhỏ tạo thành hình chuôi vồ, có án thư, bệ thờ, Long Đình đôi rồng chầu toàn bằng đá. Trong Long Đình có tượng thần Thiên Tôn bằng đồng, nặng khoảng bốn tạ, đứng chống gươm trên lưng rùa đá, trông oai nghiêm đường bệ. Phía sau Long Đình có một giếng tròn gọi là giếng Rồng, quanh năm có nước. Từ động Thiên Tôn đi tiếp đến Quèn Ổi. Động Thiên Tôn là tiền đồn của Cố đô Hoa Lư, xưa là nơi trình báo của sứ thần khi vào kinh đô Hoa Lư.

### Nhà thờ họ Trương Việt Nam
Nhà thờ họ Trương Việt Nam (hay đền Trương) là công trình kiến trúc văn hóa thuộc sở hữu của cộng đồng người họ Trương ở Việt Nam. Đền Trương có mặt bên tiếp giáp đường Hoa Lư, cổng chính quay hướng Bắc, đi qua cổng Đông vào cố đô Hoa Lư 500m, có diện tích 6.742 m² tại làng Đa Giá, thị trấn Thiên Tôn, nơi gắn liền với quê hương và sự nghiệp của 2 nhân vật họ Trương tiêu biểu là Võ sư Trương Ma Ni – Tăng lục đạo sỹ thời Đinh và Danh nhân văn hóa Trương Hán Siêu thời Trần. Hậu cung có tượng thờ Ngọc Hoàng Thượng đế (Trương Hữu Nhân) và các danh nhân họ Trương tiêu biểu nhất thời phong kiến ở 3 miền Việt Nam gồm:
- Bên tả có tượng thờ 7 vị quan văn: Trương Hán Siêu (Thái phó thời Trần, người Ninh Bình), Trương Hanh (Trạng nguyên thời Trần, người Hải Dương), Trương Xán (Trạng nguyên thời Trần, người Quảng Bình), Trương Công Giai (Thượng thư thời Hậu Lê, người Hà Nam), Trương Đăng Quế (Thái sư thời Nguyễn, người Quảng Ngãi), Trương Quốc Dụng (Đông các học sĩ thời Nguyễn, người Hà Tĩnh), Trương Công Hy (Thượng thư thời Tây Sơn, người Quảng Nam).
- Bên hữu có tượng thờ 7 vị quan võ: Trương Hống (Tướng của Triệu Việt Vương, người Bắc Ninh), Trương Hát (Tướng của Triệu Việt Vương, người Bắc Ninh), Trương Nữu (Đại tư mã của Phùng Hưng, người Hải Phòng), Trương Ma Ni (Tăng lục võ sư thời Đinh, người Ninh Bình), Trương Chiến (Tướng nhà Lê, người Thanh Hóa), Trương Minh Giảng (Đại tướng quân thời Nguyễn, người Sài Gòn), Trương Công Định (Anh hùng thủ lĩnh chống Pháp, người Tiền Giang).

Ngoài ra Quần thể nhà thờ họ Trương Việt Nam cũng có ban thờ mẫu và nhiều công trình kiến trúc khác như nhà đa năng, tả vu, hữu vu, cổng tứ trụ, hồ bán nguyệt, gác trống, gác chuông được xây dựng trong 4 năm từ 2016 – 2019.

## Giao thông
Đây là một phường có đường Quốc lộ 1 xuyên Việt đi qua. Trụ sở xã cách trung tâm thành phố Hoa Lư 5 km.
Dự án xây dựng Đại lộ Đinh Tiên Hoàng với mục tiêu mở rộng không gian đô thị thành phố Ninh Bình là một dự án lớn, có quy mô vốn đầu tư dự kiến 30 triệu USD gồm đường trục chính xây mới dài khoảng 6 km với điểm đầu Quảng trường 2, điểm cuối nút giao ngã tư đầu cầu Gián Khẩu. Dự án Đại lộ Đinh Tiên Hoàng đi qua địa bàn các phường Đông Thành, Ninh Giang, Ninh Khánh, Ninh Mỹ và xã Ninh Khang.
Các tuyến giao thông đô thị chính:
- Trần Minh Công
- Phạp Hạp
- Phạm Cự Lượng
- Đại Cồ Việt
- Đào Cam Mộc
- Lê Xuân Phôi
- Dương Đình Nghệ
- Hoa Lư
- Vĩnh Lợi
- Võ Nguyên Giáp.

## Hình ảnh

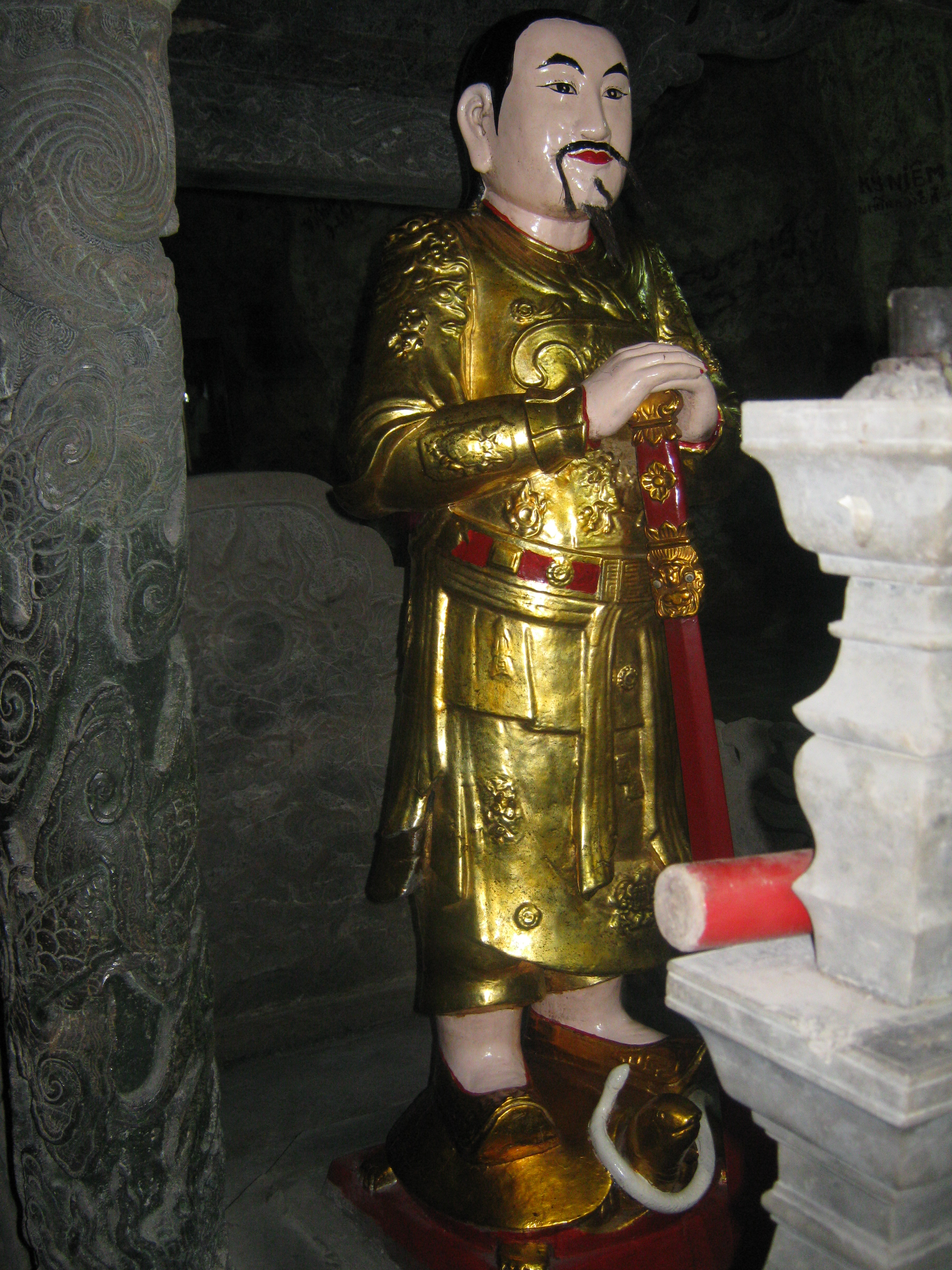
Thần Thiên Tôn, vị thần trấn đông Hoa Lư tứ trấn
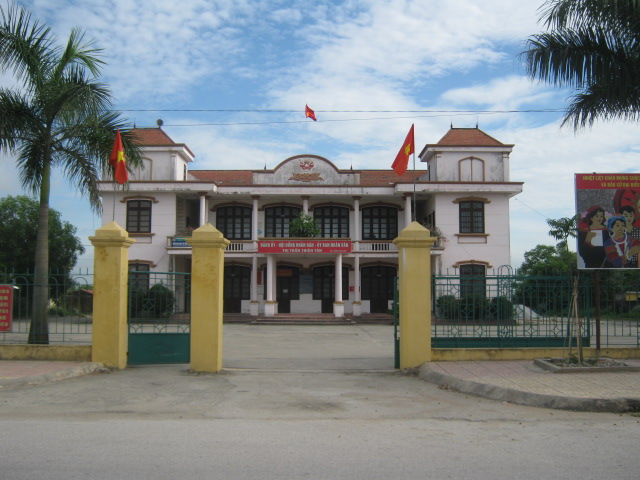
Trụ sở UBND
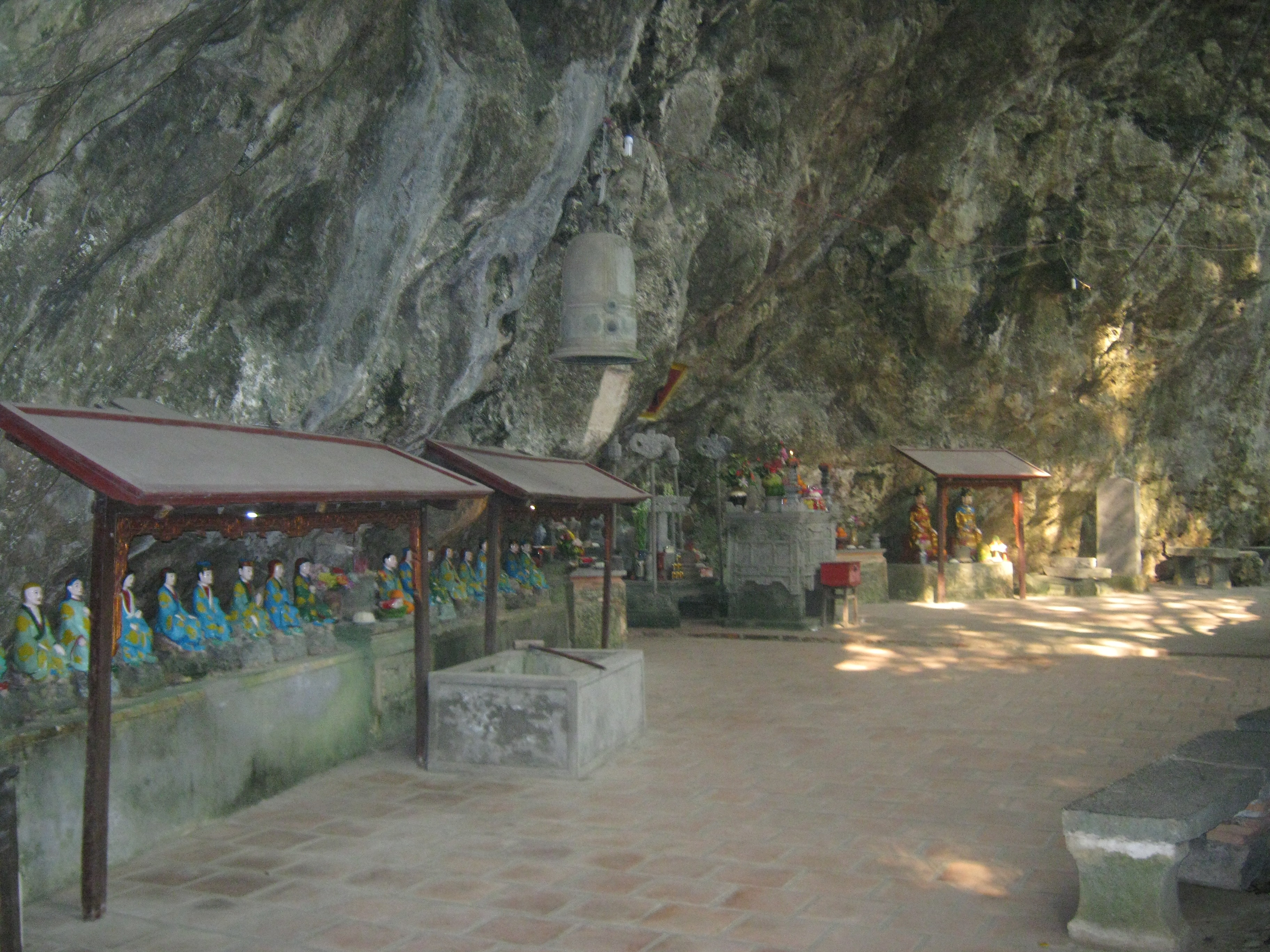
Hang vòm
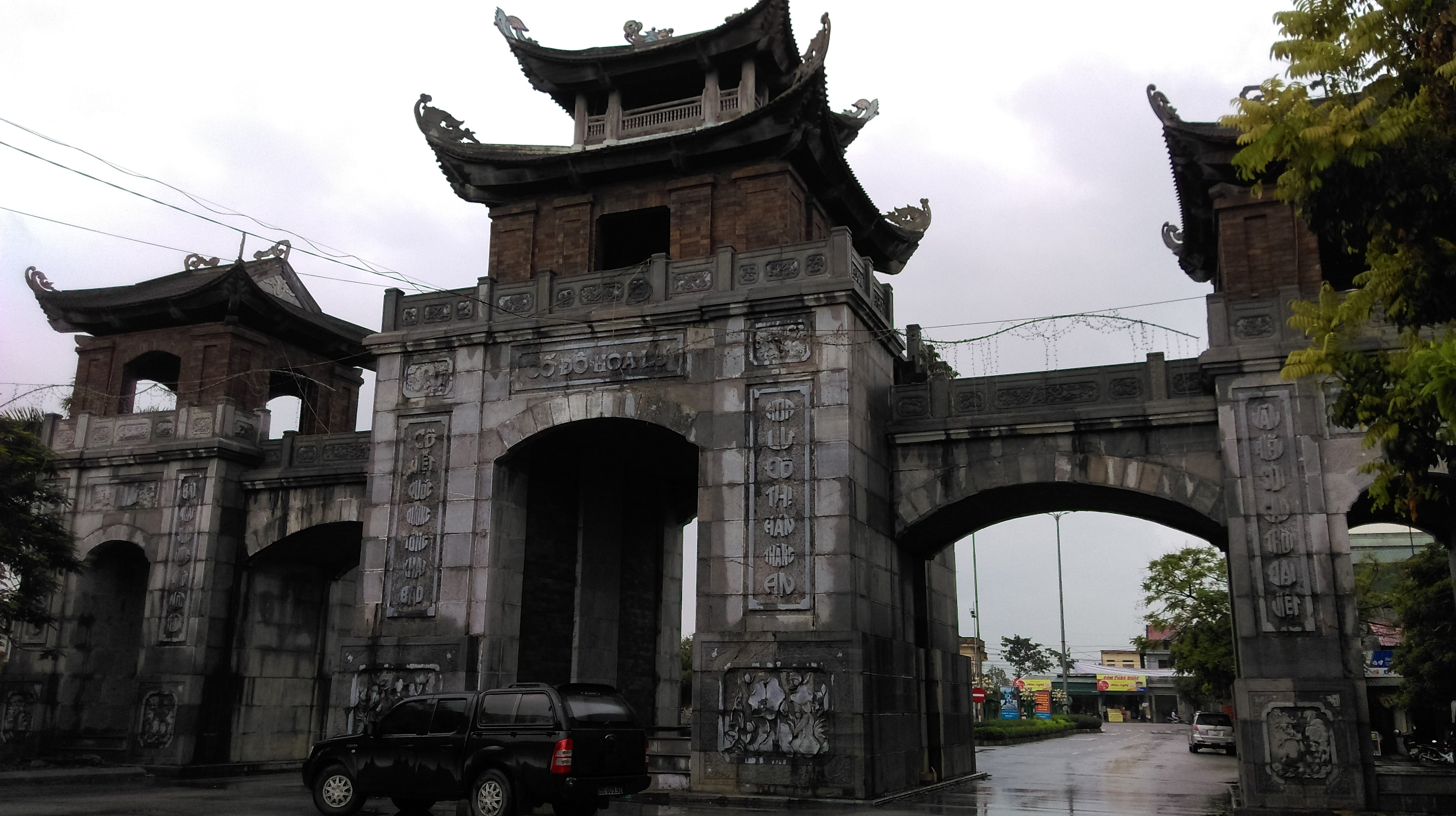
Cổng Đông Cố đô Hoa Lư
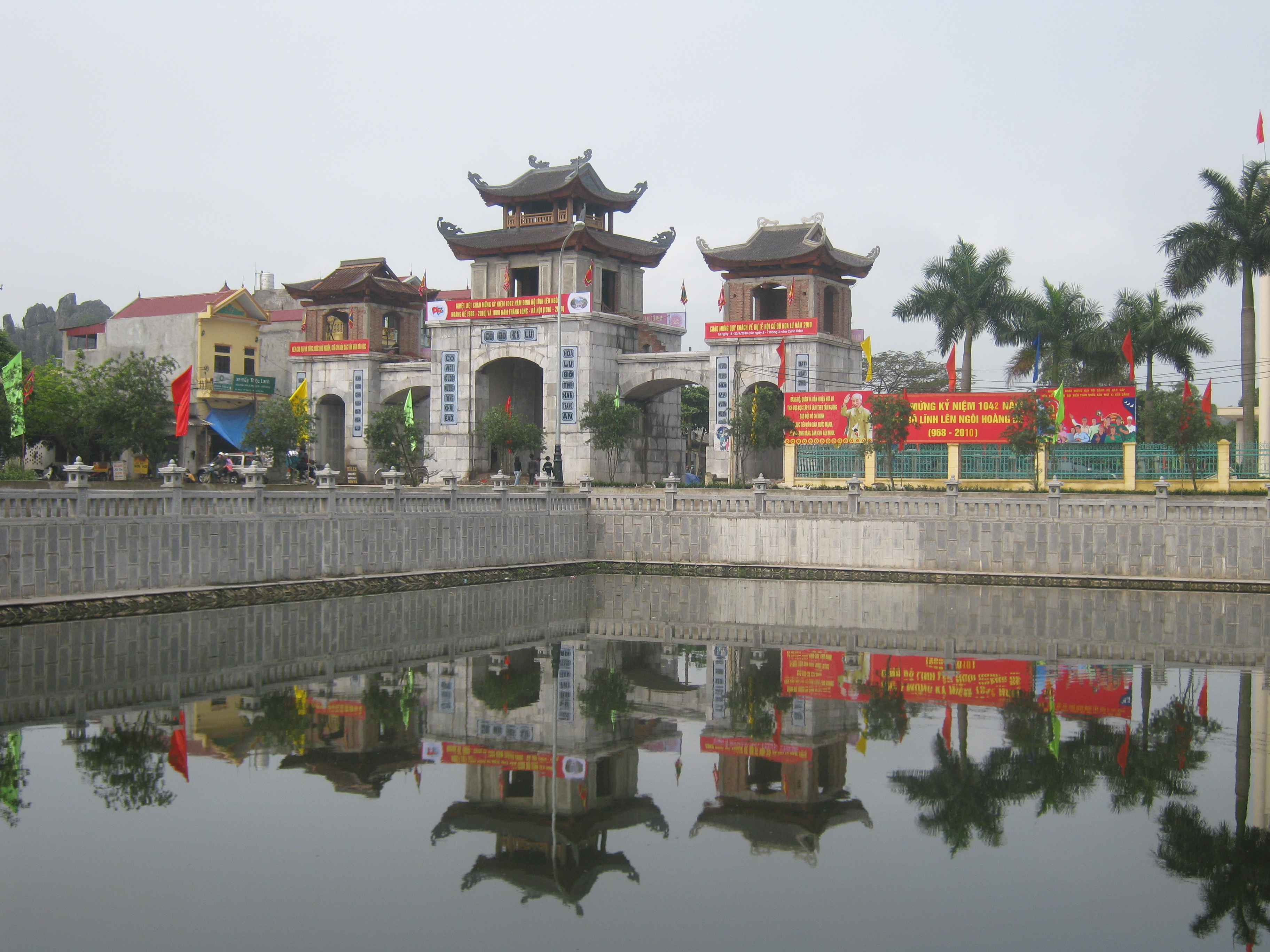
Cửa Đông vào cố đô
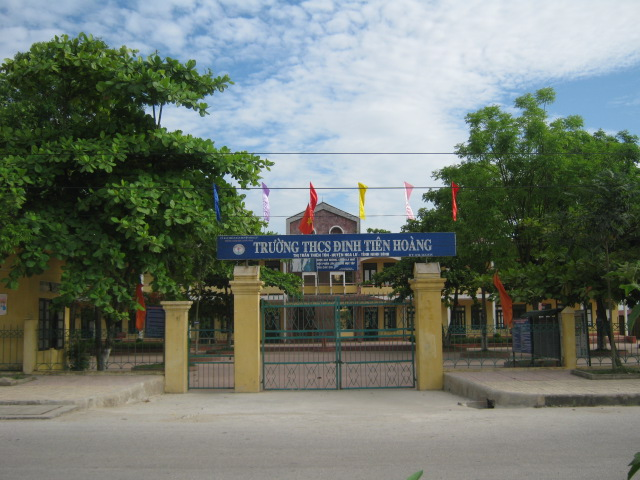
Trường Đinh Tiên Hoàng